# Sandberg (Šluknovská pahorkatina)
Sandberg (česky doslovně Pískový vrch) je kupa s nadmořskou výškou 409 m nacházející se na území velkého okresního města Sebnitz (místní část Saupsdorf) v zemském okrese Saské Švýcarsko-Východní Krušné hory v Sasku.

## Charakteristika
Vrch leží v německé části Šluknovské pahorkatiny (Lausitzer Bergland) a její mesogeochoře Jihozápadní hornolužická vrchovina (Südwestliches Oberlausitzer Bergland). Leží na jejím jižním okraji na hranici s Děčínskou vrchovinou. Jižně od úpatí Sandbergu prochází lužický zlom. Převažující horninou je biotitický granodiorit, který doplňují svahové sedimenty a průniky čediče. Většina vrchu je využívaná zemědělsky, lesní porosty se nacházejí jižně až východně od vrcholu. Severozápadně od vrcholu pramení Saupsdorfský potok, na severovýchodě až jihovýchodě sahají svahy Sandbergu až k údolí Räumichtbachu. Oba potoky náleží k povodí Křinice. Na severovýchodě hraničí Sandberg s Hraničním vrchem (522 m), na východě s Weifbergem (478 m), na jihovýchodě s vrchem Diakuppe (415 m), na západě s Tännichtkuppe (415 m) a na severu a severozápadě s Wachbergem (497 m). Kopec se nachází na území chráněné krajinné oblasti Saské Švýcarsko.